# Йоахим III фон Алвенслебен
Йоахим III фон Алвенслебен (на немски; * 20 февруари 1612; † 10 декември 1645) е благородник от род фон Алвенслебен в Саксония-Анхалт.
Той е син на Гебхард Йохан I фон Алвенслебен (1576 – 1631), господар на имението в Еркслебен II и Айхенбарлебен, и съпругата му Гертруд фон Велтхайм (1585 – 1622), дъщеря на Матиас фон Велтхайм и Катарина фон Швайхолд.
Йоахим III фон Алвенслебен умира на 33 години на 10 декември 1645 г.

## Фамилия
Йоахим III фон Алвенслебен се жени на 20 февруари 1640 г. в Еркслебен за Еренгард фон дер Шуленбург (* юли 1611 в Алтенхаузен; † 7 февруари 1677 в Еркслебен), дъщеря на Матиас V фон дер Шуленбург (1578 – 1656) и Маргарета Шенк фон Флехтинген (1591 – 1636). Те имат 4 деца:
- Гертрауд Маргарета фон Алвенслебен (* декември 1640, Еркслебен; † 4 август 1691, Люнебург), омъжена за Кристиан Кристоф фон дер Асебург (* 21 ноември 1639; † 18 юни 1675)
- Гебхард Йохан II фон Алвенслебен (* 23 ноември 1642; † 1 август 1700), женен I. на 5 септември 1671 г. за Кристина фон Алвенслебен (* 21 юни 1651; † 1 юни 1691), II. за Урсула Катарина фон Манделслох, III. за Катарина София фон Бартенслебен († 23 април 1725)
- Матиас фон Алвенслебен
- Катарина Еренгард фон Алвенслебен, омъжена за Георг Фридрих фон дер Вензе